# Palacio Baburizza

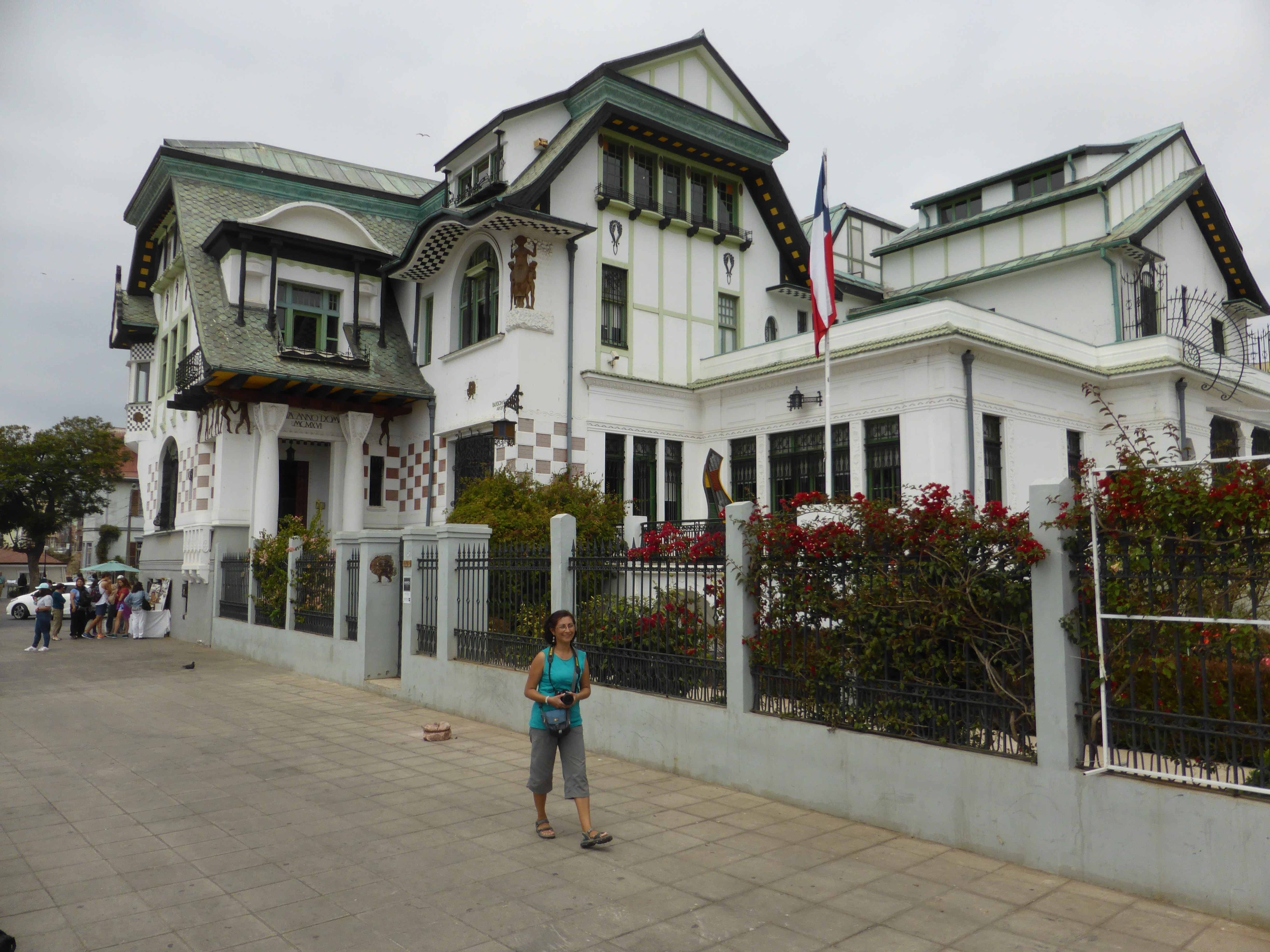
Vista desde el Paseo Yugoslavo.

El Palacio Baburizza es un inmueble construido en 1916 en el cerro Alegre de la ciudad chilena de Valparaíso por los arquitectos italianos Arnaldo Barison y Renato Schiavon para la familia Zanelli. Su nombre es en honor a su segundo propietario, el empresario croata Pascual Baburizza, que adquirió la mansión en 1925. La casona se convirtió en sede del Museo Municipal de Bellas Artes de Valparaíso en 1971 y ocho años más tarde fue declarada Monumento Histórico.

## Historia
La construcción de la casona la encargó don Ottorino Zanelli (¿? – 1916), un emigrante italiano originario de la provincia de Savona, quien llegó a Chile en la segunda mitad del siglo XIX, acompañado de sus hermanos Julio, Nicolás y Enrique y un primo. Se instalaron primero en la provincia de Tarapacá y se dedicaron al comercio de alimentos y otros productos para abastecer a las pulperías de la zona. En 1882, los cuatro hermanos formaron una sociedad; compraron la oficina salitrera Aguas Blancas, en Antofagasta. Zanelli fue cofundador de la Compañía de Bomberos Pompiere Ausonia de Iquique y se casó en segundas nupcias con la porteña Margarita Morales, con la que tuvo siete hijos: Amalia, Armando, Raúl Luis, Renato, Carlos y Florencio.
En 1914, Ottorino Zanelli compró el sitio en el cerro Alegre, donde los arquitectos Barison y Schiavon construyeron su residencia. Sin embargo, Zanelli no alcanzó a disfrutar de la mansión, pues murió el mismo año en que acabaron de levantarla. La viuda vendió en 1925 la casa a don Pascual Baburizza, croata que, como los Zanelli, había llegado al norte de Chile y había hecho fortuna en la zona del salitre.
Barison y Schiavon se inspiraron en la estética modernista, más específicamente en la corriente del Art Nouveau austriaco, el Jugenstil.  Ambos arquitectos habían estudiado primero en la Escuela Industrial de Trieste y luego en Viena. Llegaron a Valparaíso poco después del devastador terremoto de 1906, en un periodo de auge urbanístico y de reconstrucción de la ciudad.
La arquitectura de la casona "corresponde a las típicas construcciones del centro de Europa y que se encuentran en el norte de Francia, sur de Alemania y en los alrededores de Praga". Son similares a ella la mansión de Joseph Maria Olbrich en Darmstadt, la casa Tassel del belga Victor Horta en Bruselas, o la villa Majorelle del arquitecto francés Henri Sauvage, en  Nancy.

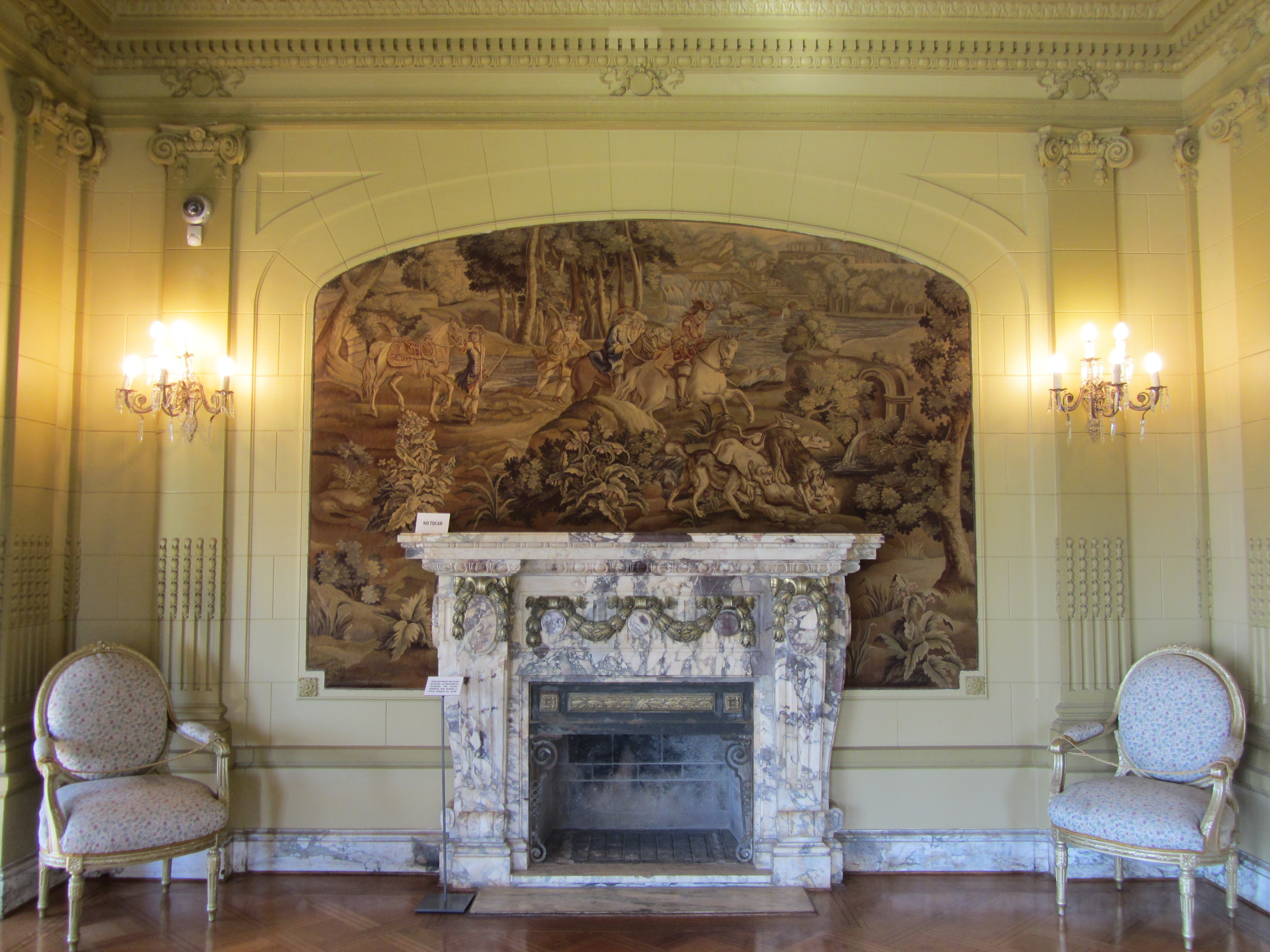
El gobelino y la chimenea de mármol a la que enmarca.

Cuando compró el palacio, Baburizza le realizó algunas modificaciones importantes. Así, donde había una terraza, agregó un salón, e instaló allí una gran chimenea de mármol. Para decorarla, encargó un gobelino francés con tema de cacería. También agregó un piso, la mansarda, para lo cual elevó el antiguo techo, y coronó la parte más alta de la casona con un torreón. 
Baburizza escogió al arquitecto Vicente Colovic para realizar las modificaciones estructurales y de los espacios interiores de la casa. Calovic fue asimismo el encargado de construir en 1929 el paseo delante de la mansión; el cual fue donado por el empresario a la ciudad. La Municipalidad le cambió el nombre, de paseo Americano, a Paseo Yugoslavo, en honor a la procedencia de su benefactor.
El palacio tiene cerca de dos mil metros construidos repartidos en una planta baja o zócalo, dos pisos con salones y salas de estilo con sobrios artesonados; una mansarda, una amplia escala al segundo piso, ascensor interior y otros espacios, más los jardines y terrazas. El museo lo conforman actualmente la mansión de Baburizza y la de atrás, donde vivía su sobrino. Ambas construcciones están unidas por un patio interior en el primer nivel, y por un puente vidriado en el segundo. Esta segunda casa habitación tenía acceso por la calle Montealegre, el cual hoy no se utiliza. Además cuenta con un salón y una espléndida chimenea, en estilo art déco. Exteriormente, la fachada de ambas edificaciones es continua y no se aprecian diferencias entre ambas. 

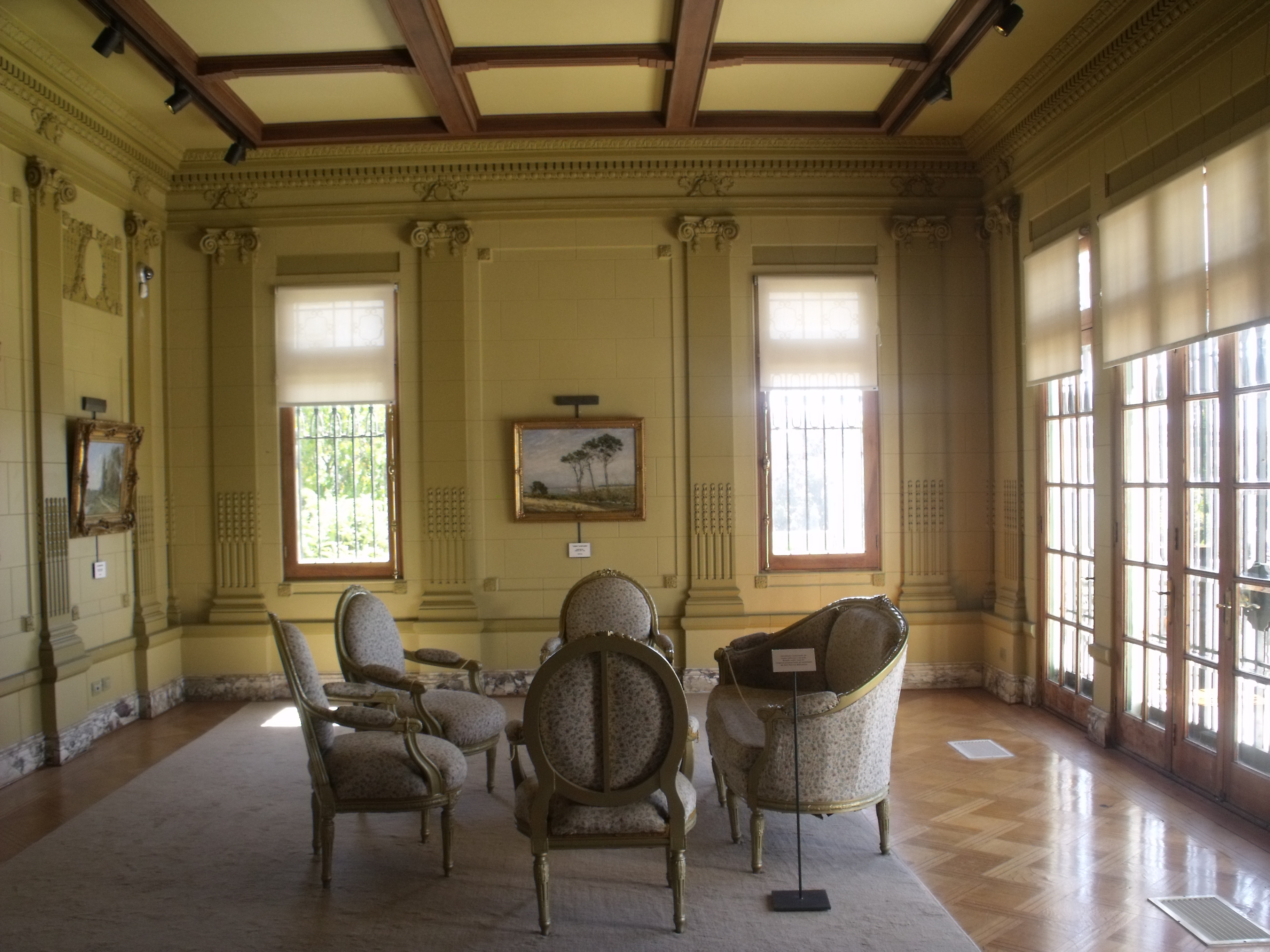
Salón en el primer piso, agregado por Pascual Baburizza

De la imponente puerta principal de madera destacan los adornos de metal y las dos columnas que la escoltan. El edificio adjunto tiene relieves, capiteles, ventanas de madera, decoraciones de hierro y diversas figuras. Los decorados en forma de espirales tanto en muros como en rejas, recuerdan el estilo del pintor Gustav Klimt; y los decorados, a la villa del pintor bávaro Franz von Stuck. Los bajo relieves contienen formas y figuras enigmáticas como los triángulos dentro de triángulos en las canaletas de agua.
Los artesonados de los techos de los salones principales son valiosos, así como la marquetería de los zócalos y el diseño de las chimeneas. Una de ellas es de mármol veteado y está enmarcada por un gran gobelino francés; hay otra sencilla en el salón contiguo y dos de revestimientos en madera y cerámicos, que originalmente se alimentaban con gas. Una de estas se encuentra en el hall de los salones interiores, de estilo art déco.

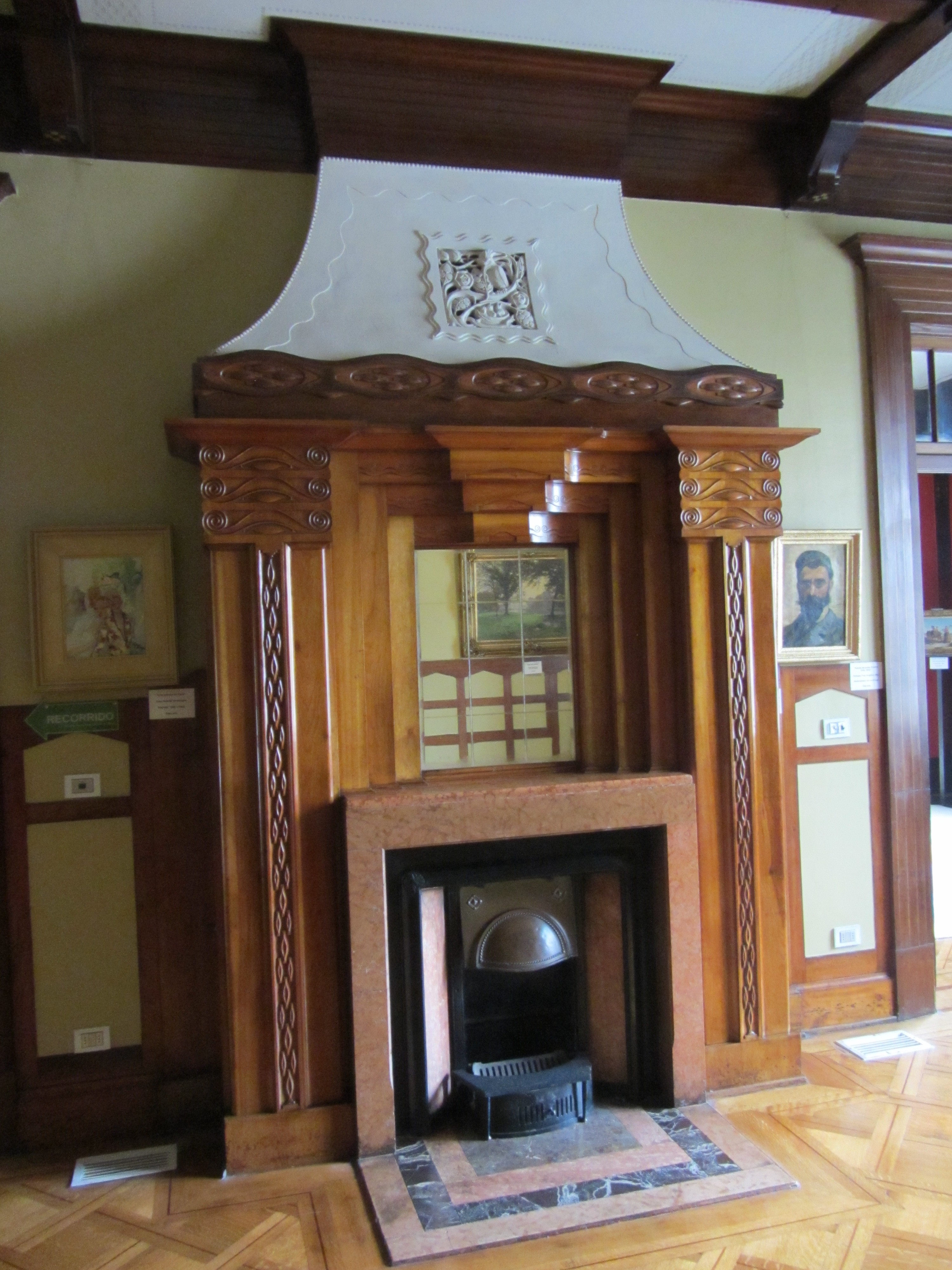
Chimenea de revestimiento en madera, de la casa del sobrino de Baburizza

Son destacables las dos puertas de rejas, una en la pasada del primer piso, y otra antes del que era el dormitorio de Baburizza. En el segundo piso se ubica un mirador saliente de esquina que permite una vista hacia el paseo, la plaza y la calle Montealegre, algo común en la arquitectura alemana y austriaca.
En el exterior destacan los grandes faroles en fierro forjado y toda la cerrajería, herrería y enrejados que fueron realizados en los talleres de Alejandro Santambrogio; así como los yesos, mármoles y relieves escultóricos de Carmelo Faggioni. Los zócalos, la puerta principal y otros ornamentos son ricos en maderas nobles, provenientes de la Fábrica de Muebles Artísticos de Félix Mazzoni. Todo se armoniza con los juegos de aleros, salientes y vanos, terminados en una techumbre de cobre envejecido. 
Los salones patrimoniales del primer piso conservan su aspecto original —con elementos museográficos indispensables, como iluminación, cámaras de vigilancia, alarmas, sistemas contra incendios, filtros en ventanas y persianas—, pero las demás dependencias han sido adaptadas para su función de museo. Se ha rehabilitado el antiguo ascensor interior de la casa y agregado uno nuevo desde el acceso a la extensión. 

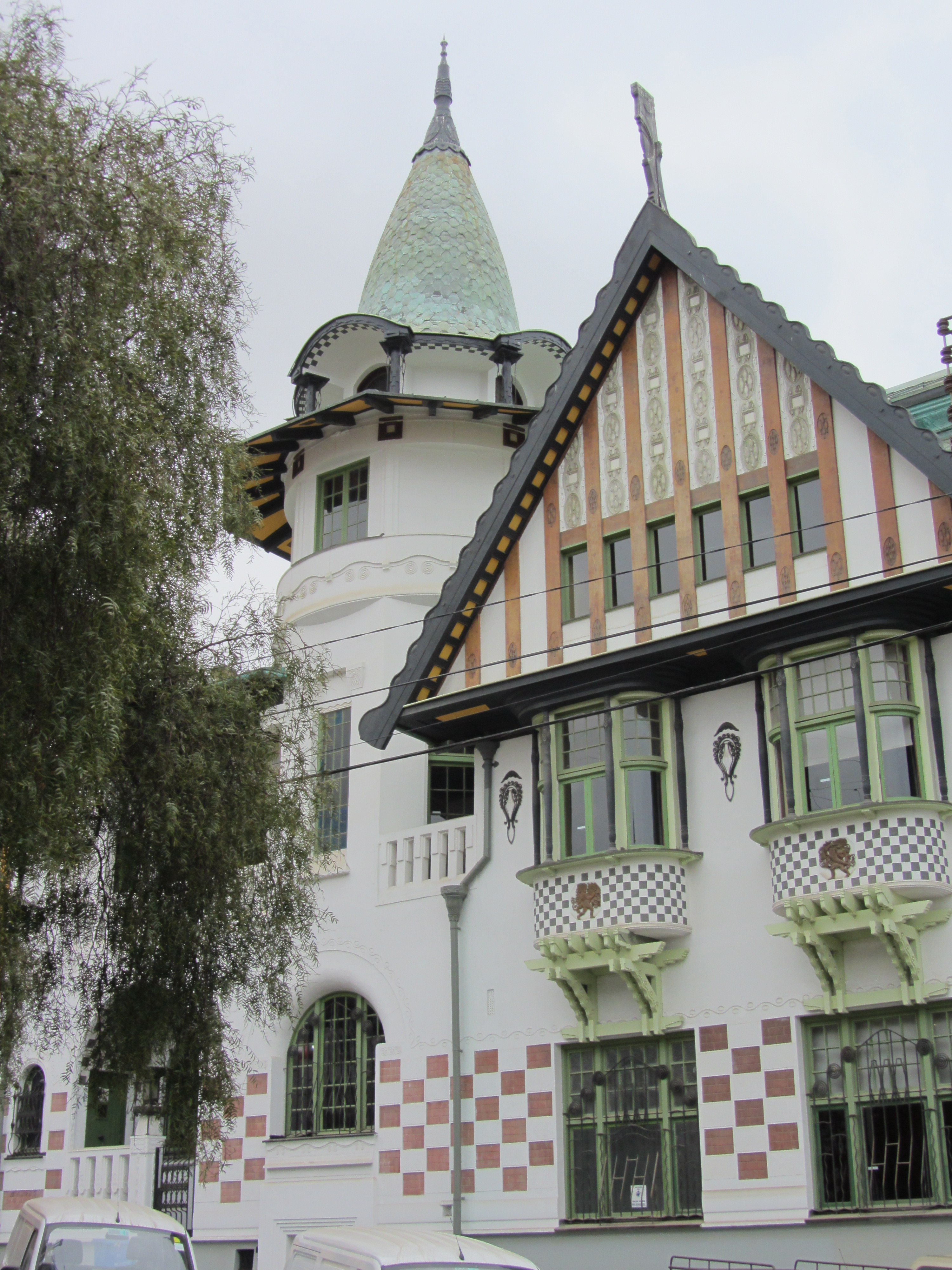
Los dos balcones de la fachada, hacia calle Montealegre

La municipalidad compró en 1971 el palacio a los herederos del empresario croata y lo convirtió en sede del citado museo. Veinticinco años después, este cerró debido a su deterioro. El edificio pasó diversas etapas de restauración. 
En agosto de 2008, el Programa de Recuperación y Desarrollo Urbano de Valparaíso (PRDUV), que depende de la Subsecretaría de Desarrollo Regional y Administrativo, terminó la primera fase de recuperación, que contempló la estabilización del torreón. En una segunda etapa, realizada entre diciembre del 2009 y febrero del 2010, se repararon los daños causados por la humedad, tratamiento fitosanitario y obras de seguridad del sistema eléctrico y de la red de agua.
La última fase de restauración se realizó de acuerdo un proyecto coordinado por el arquitecto Mario Pérez de Arce. Finalmente, el palacio fue reinaugurado por el presidente Sebastián Piñera, el 27 de septiembre de 2012.
El inmueble fue declarado Monumento Histórico por el decreto 1876, de 19 de julio de 1979.
Don Pascual Baburizza fue coleccionista de arte, y legó sus cuadros a Valparaíso; ellos pasaron a integrar los fondos del Museo Municipal de Bellas Artes y hoy constituyen la Colección Europea, que se exhibe en el primer piso.

## Galería

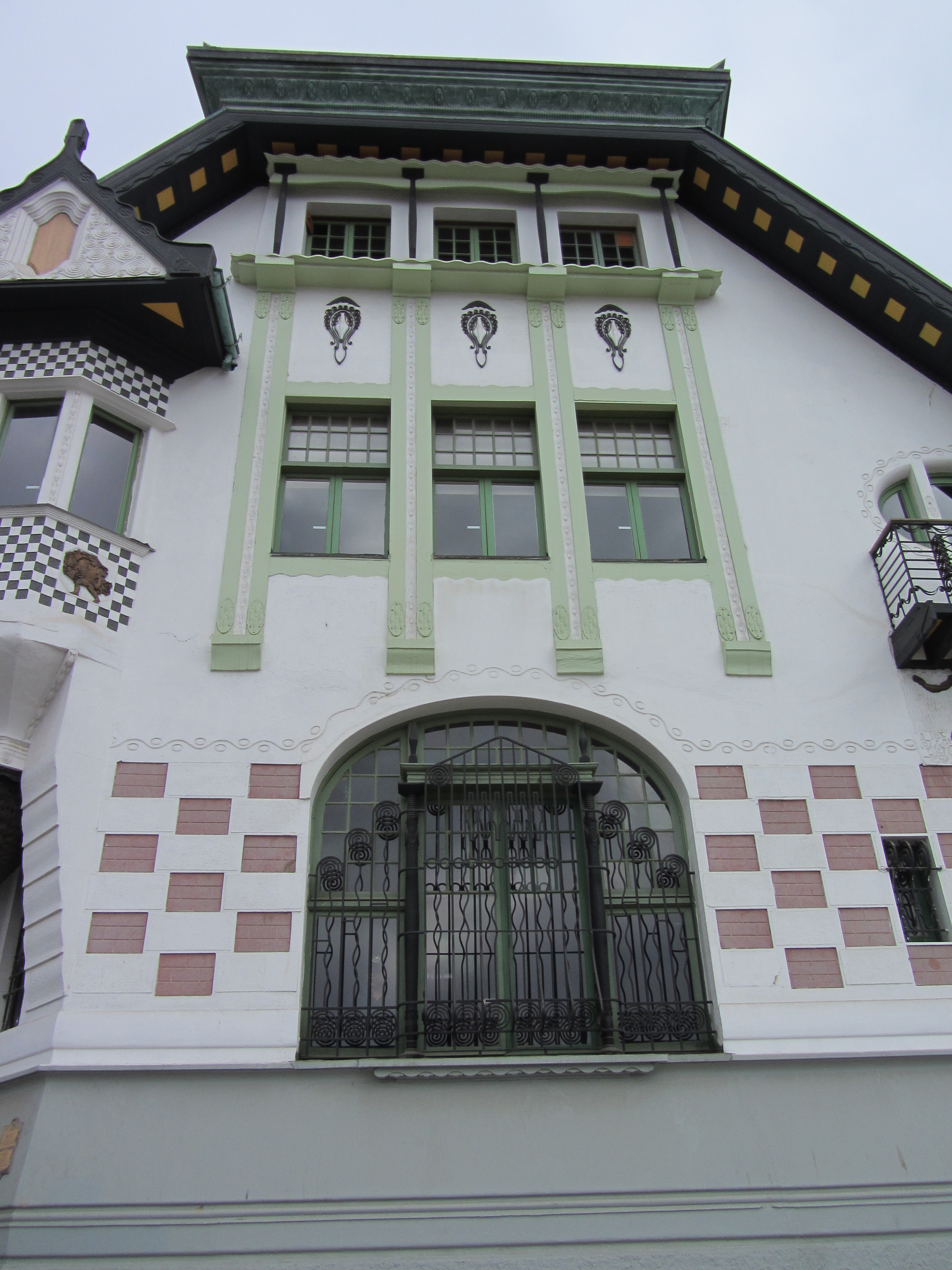
Detalle de la fachada que da al paseo Yugoslavo
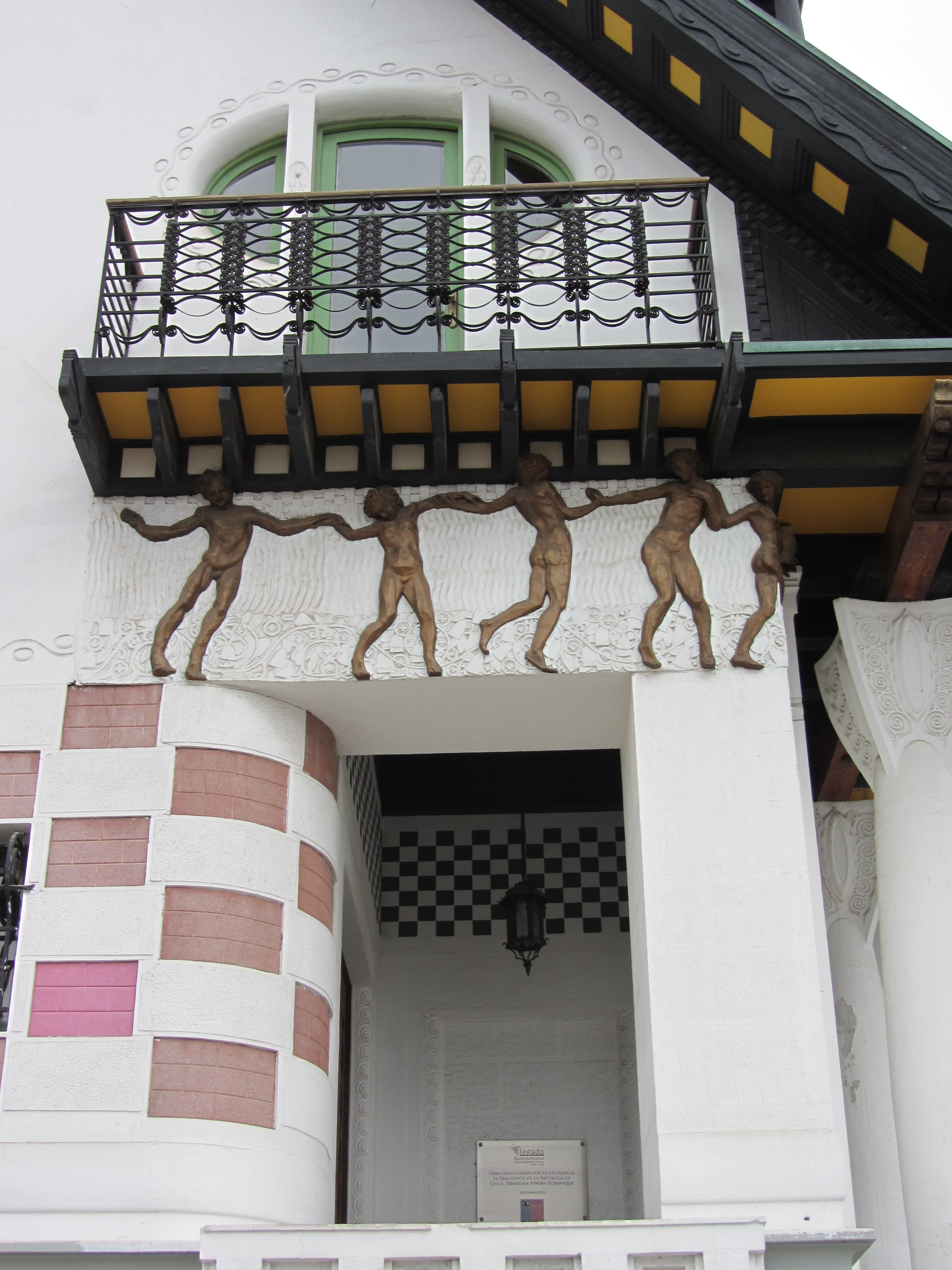
Balcón y relieves
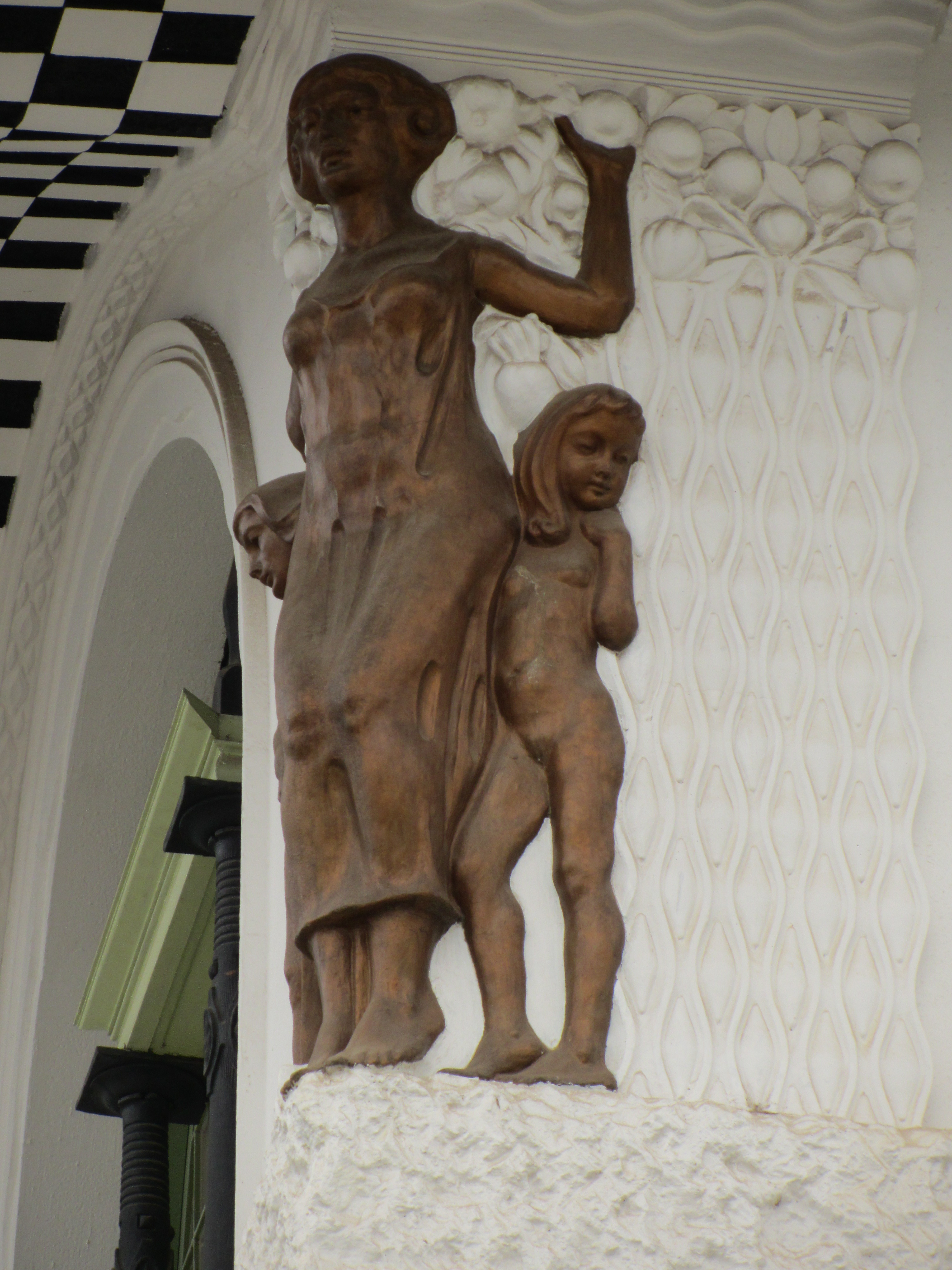
Figura
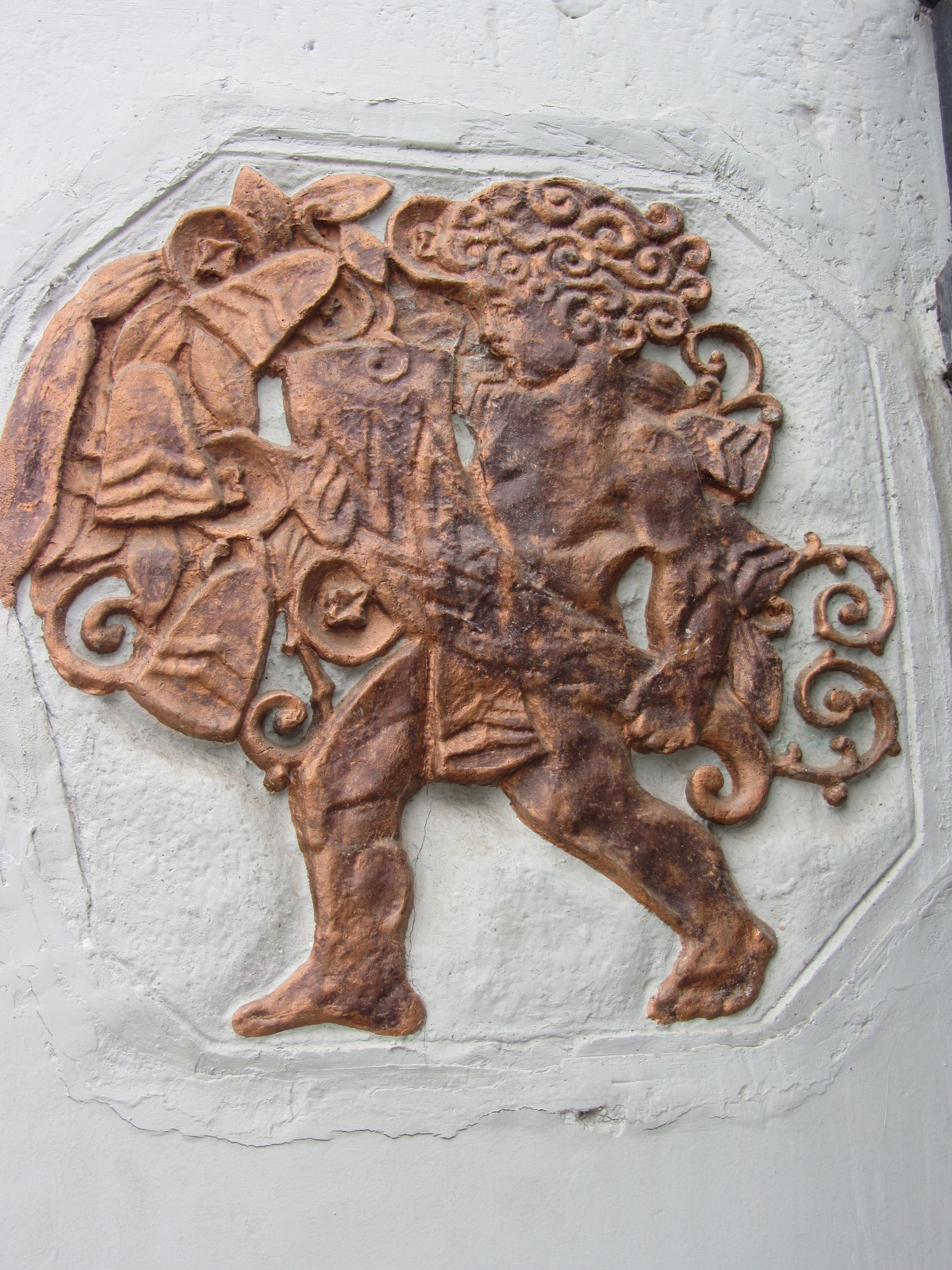
Detalle en el muro
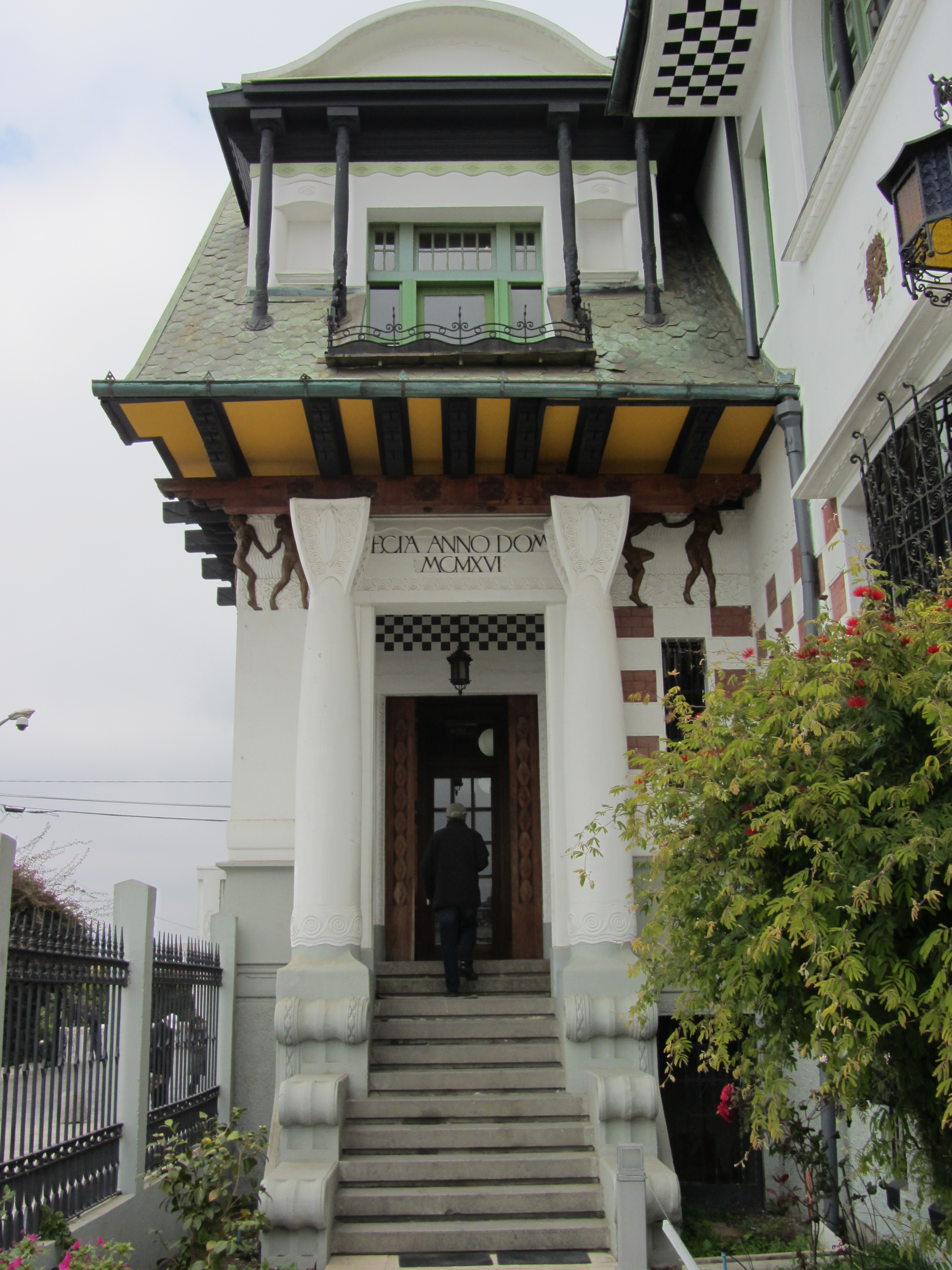
Puerta de entrada al Museo Municipal de Bellas Artes de Valparaíso
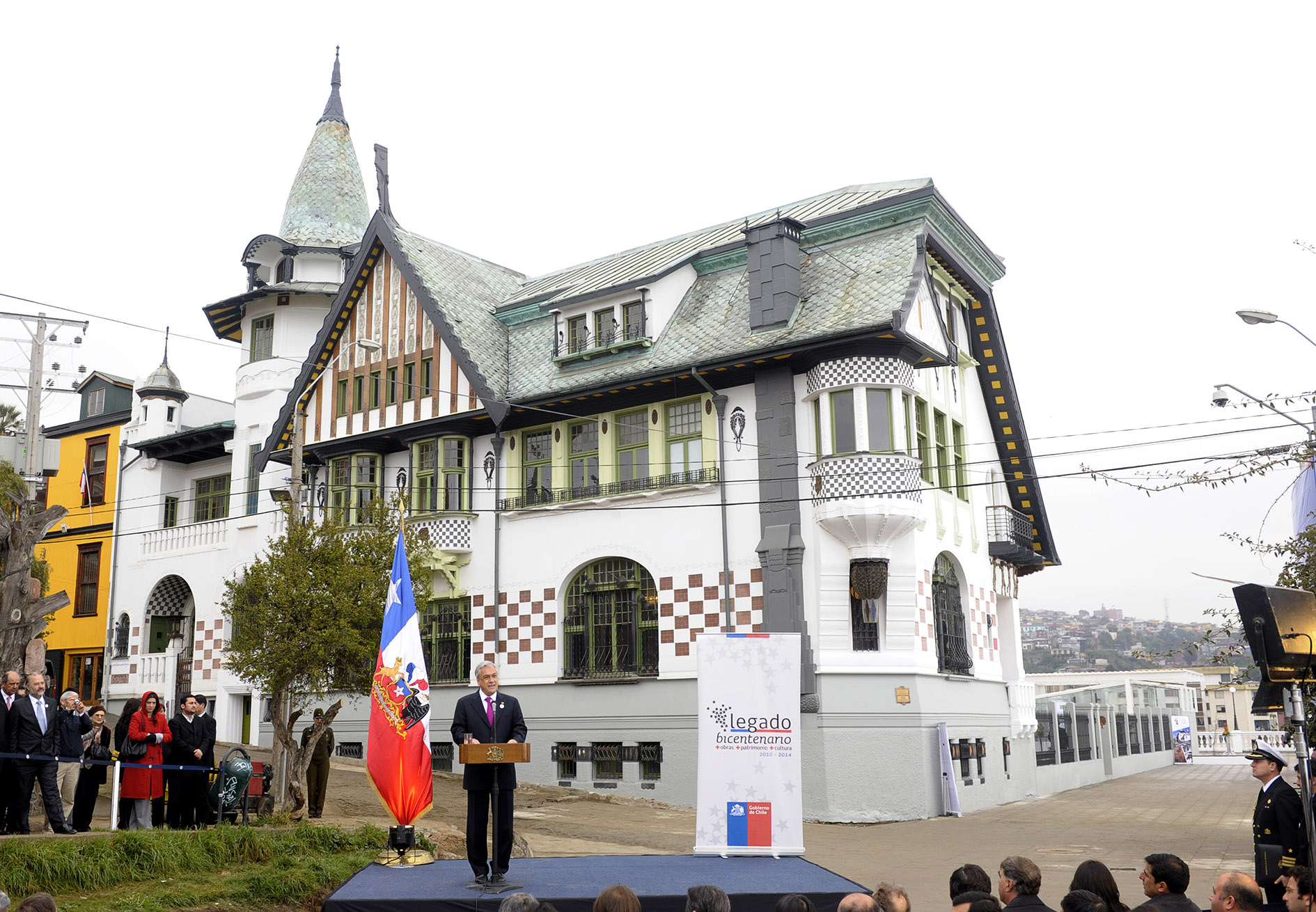
El entonces presidente Sebastián Piñera reinaugura el palacio, 2012
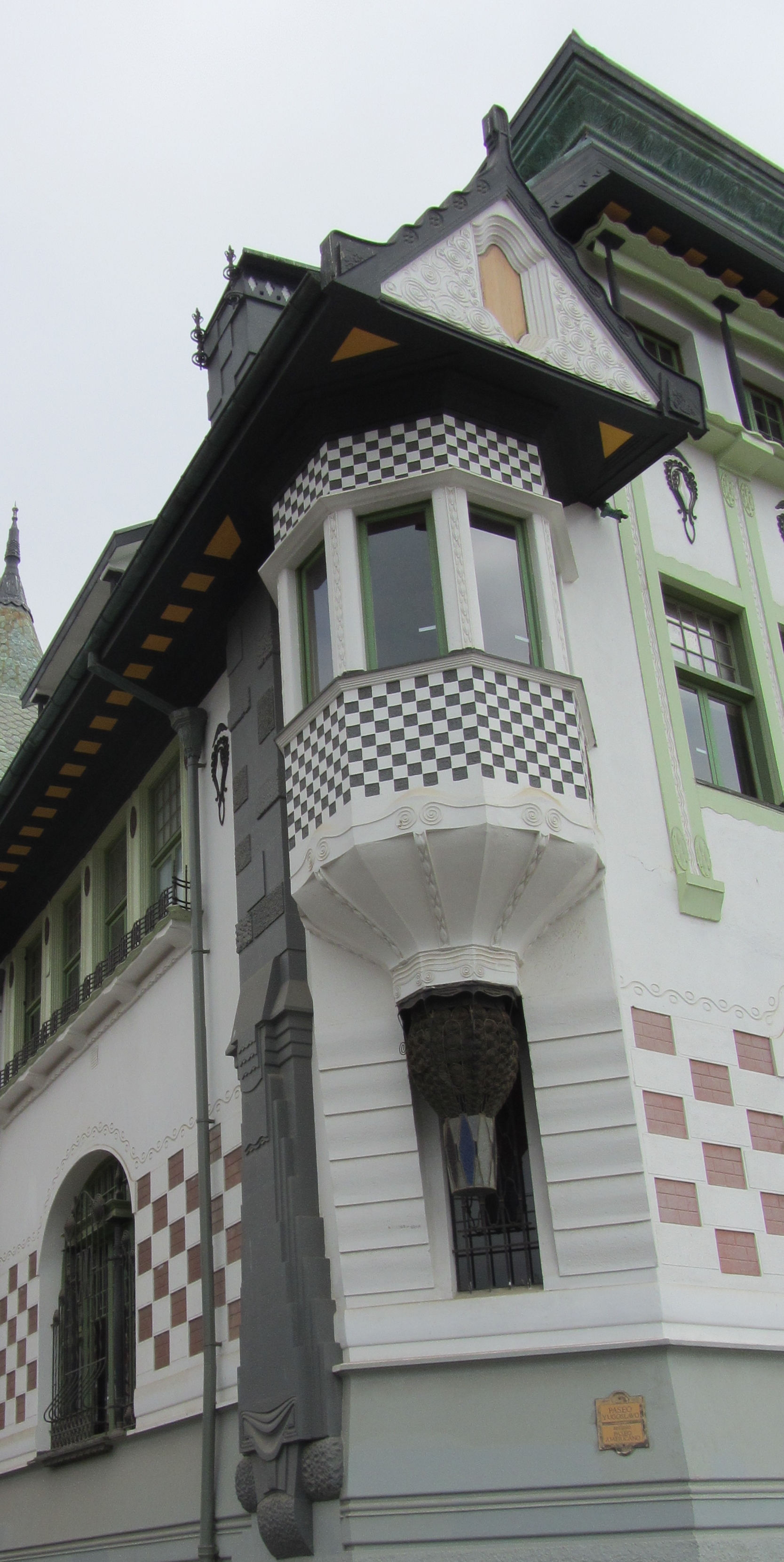
Mirador en el segundo piso
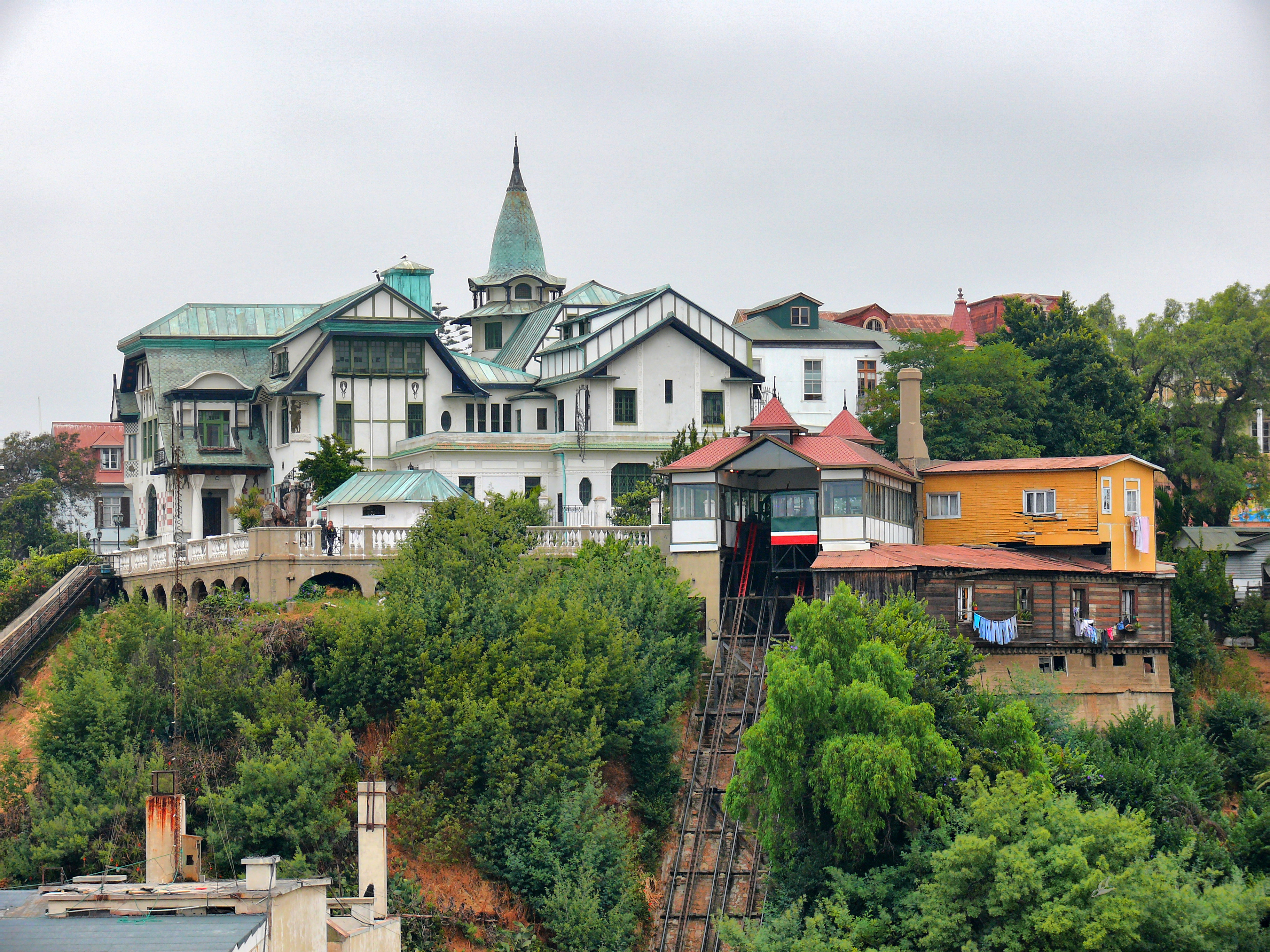
Vista al palacio y al ascensor El Peral
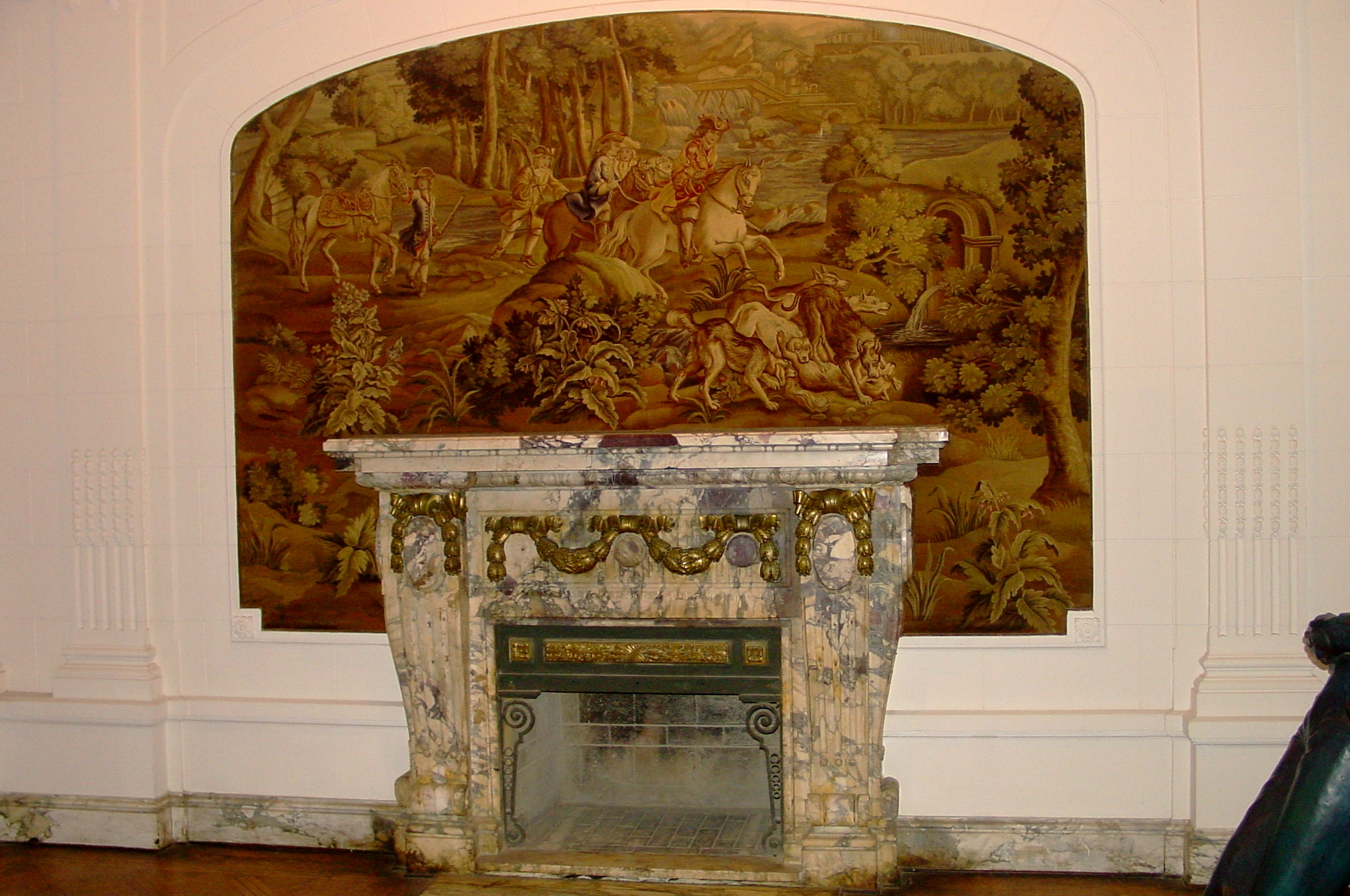
Chimenea
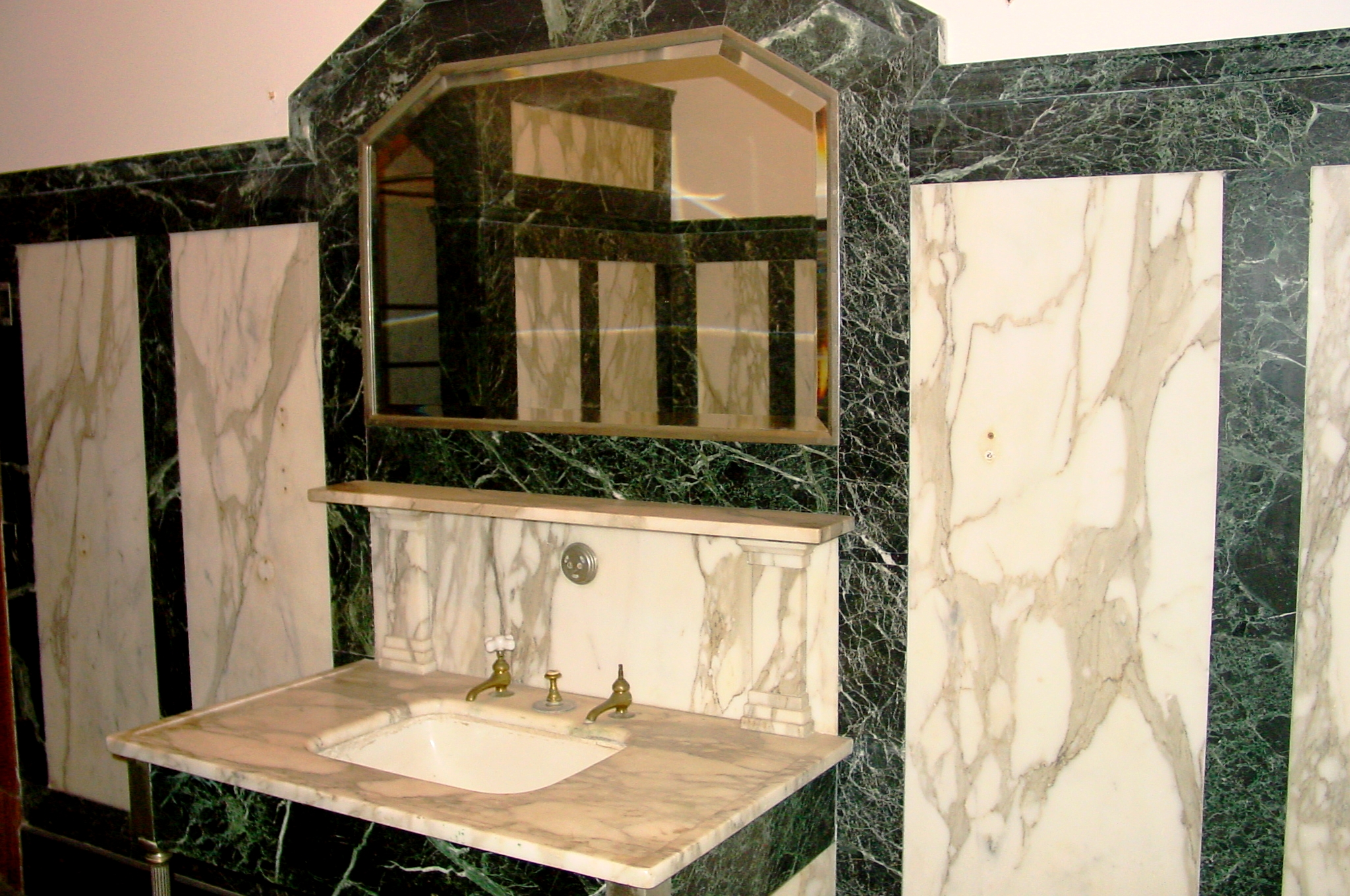
Cuartel de baño
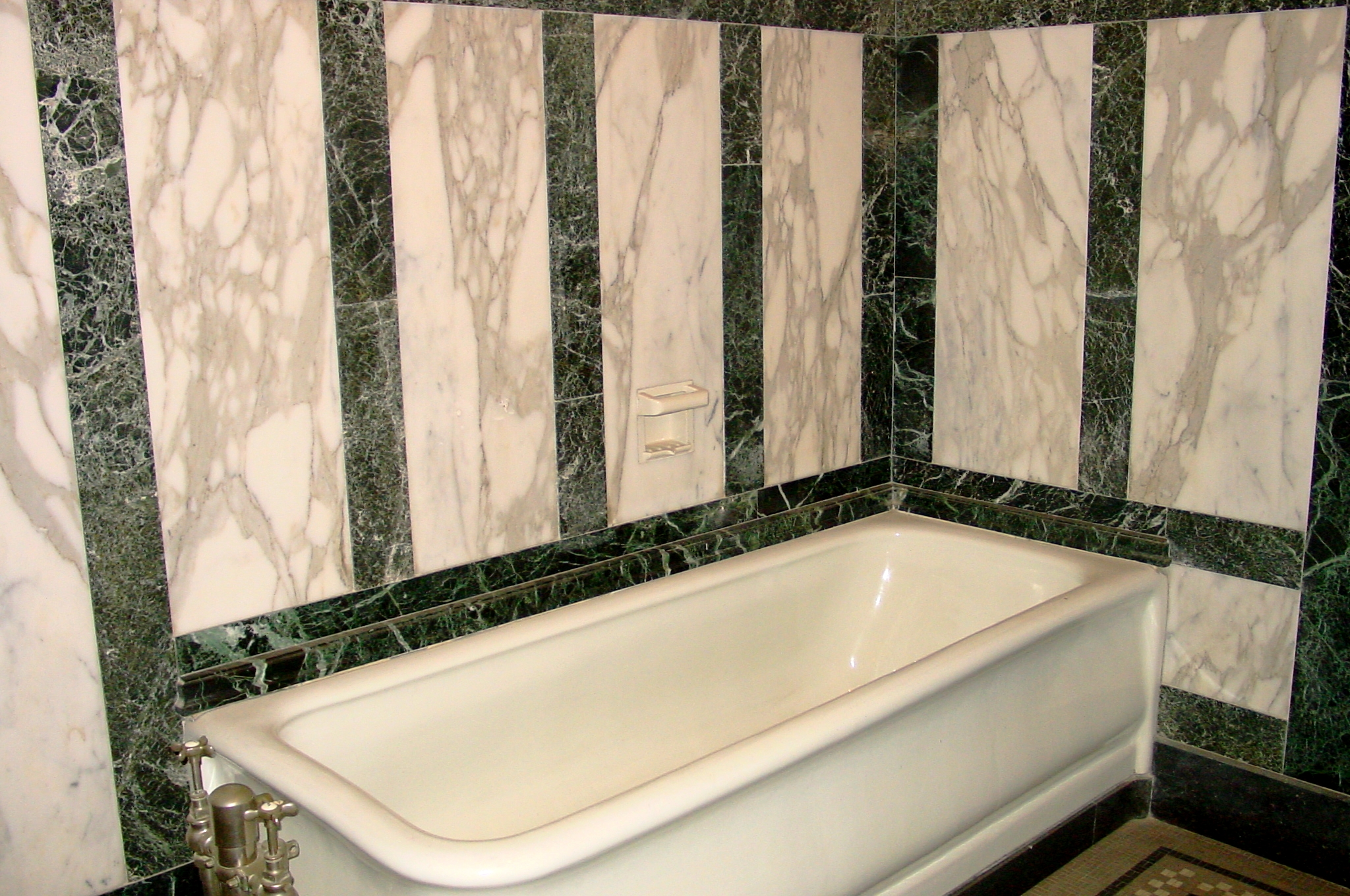
Cuartel de baño
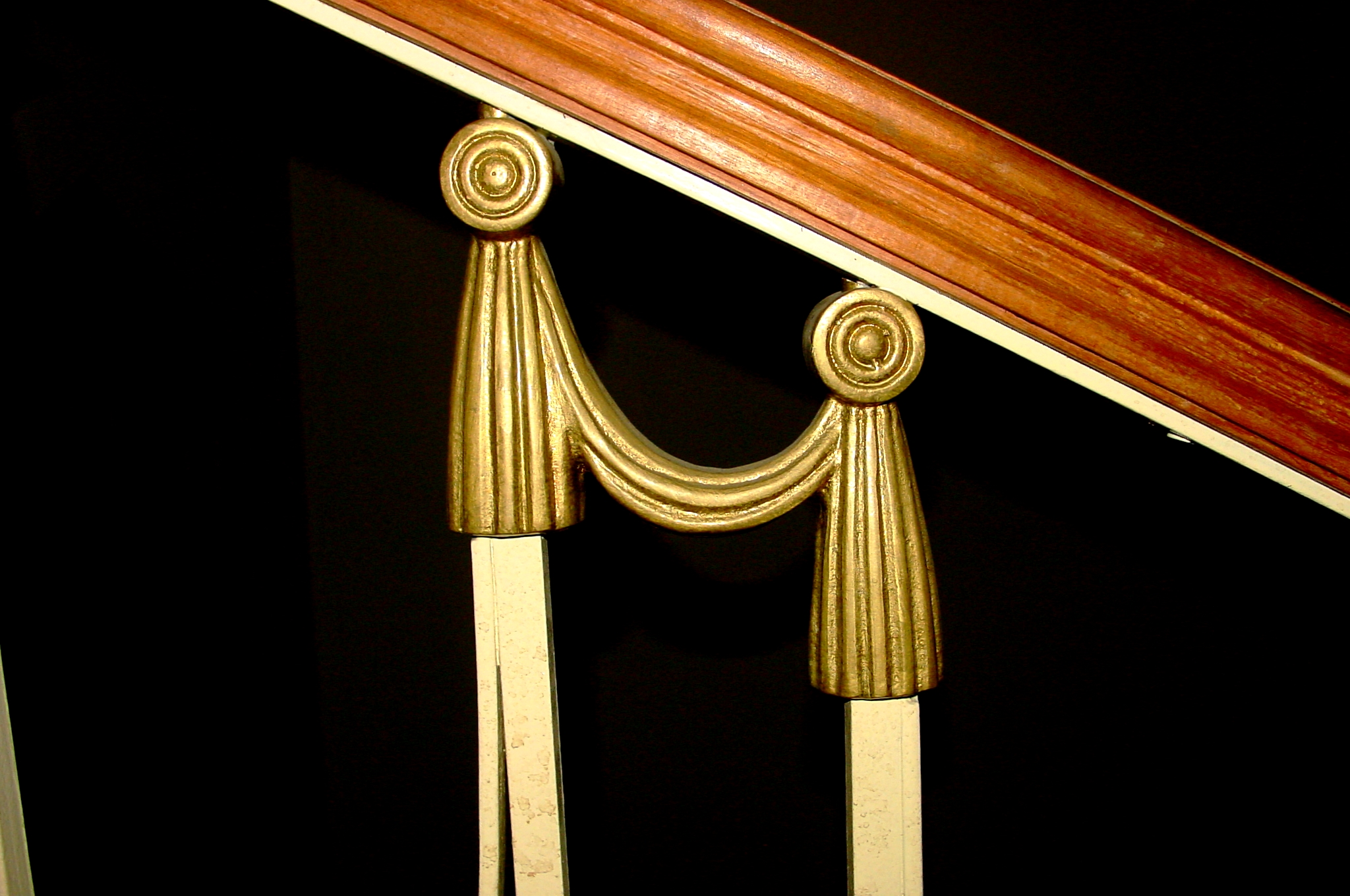
Detalle de una barandilla de la escalera